# Шаров, Олег Васильевич
Олег Васильевич Шаров (6 мая 1960, Йошкар-Ола — 21 ноября 2021, Санкт-Петербург) — российский археолог, доктор исторических наук, ведущий научный сотрудник Отдела археологии великого переселения народов и раннего средневековья Института Археологии РАН, специалист по античной и варварской археологии Северного Причерноморья, римскому времени, истории Боспора, черняховской культуре и готам.

## Биография

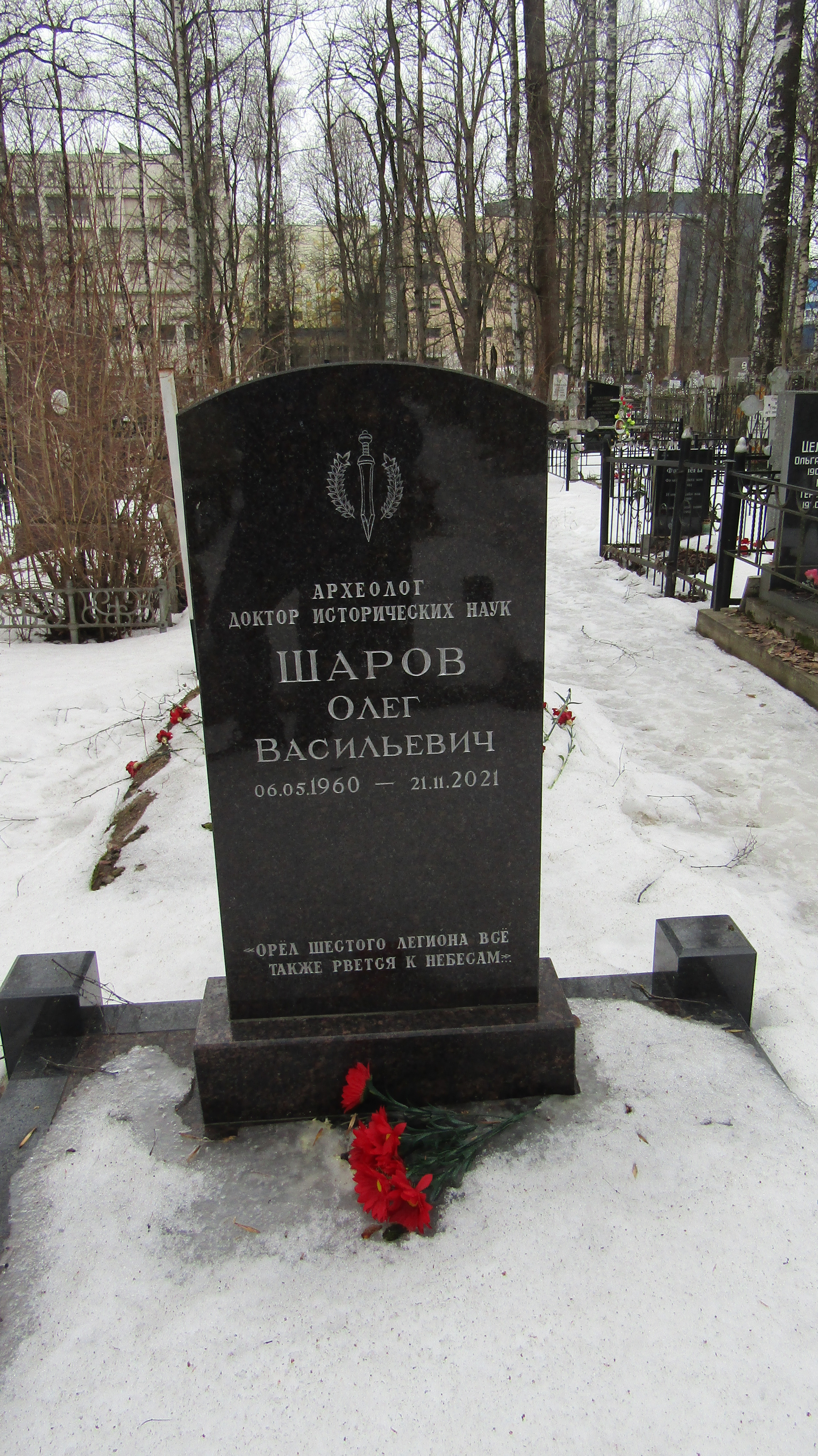
Могила Шарова О. В. Серафимовское кладбище, Санкт-Петербург.

Олег Васильевич Шаров родился 6 мая 1960 года в г. Йошкар-Ола в семье инженера-конструктора Василия Петровича Шарова. Детство прошло на берегах реки Моломы и Вятки, неподалеку от города Котельнич и знаменитого Ковровского городища.
В 1978 году Олег Васильевич поступил на кафедру археологии ЛГУ им. А.А. Жданова. Его преподавателями на кафедре археологии были Лев Самуилович Клейн, Абрам Давыдович Столяр, Глеб Сергеевич Лебедев. По словам самого О. В. Шарова, его первым учителем был Василий Александрович Булкин . С 1982 года внештатный преподаватель кафедры археологии ЛГУ Марк Борисович Щукин стал проводить домашний семинар по проблемам археологии варварской Европы. Эти занятия послужили основой для формирования интереса О. В. Шарова к европейским древностям римского времени.
В 1984 году Олег Шаров окончил кафедру археологии ЛГУ и, отслужив офицером в рядах Вооруженных сил СССР, приступил к научной, преподавательской и издательской деятельности.
В 1990 году О. В. Шаров стал соискателем на кафедре археологии ЛГУ и в 1995 году успешно защитил кандидатскую диссертацию "Культурно-исторические связи Восточной Европы и Северного Причерноморья в середине III — первой половине IV в н. э. (Древности горизонта Лейна-Хаслебен и Черняховская культура). Научным руководителем диссертационной работы был В. А. Булкин.
В 1990-е гг. молодой ученый неоднократно стажировался в ведущих европейских центрах по изучении археологии латена и римского времени, в том числе в RGK (Römisch-Germanische Kommission) и принимал участие в важнейших международных конференциях по проблемам хронологии римского времени.
В 2003 году Олег Васильевич поступил на работу в отдел истории античной культуры ИИМК РАН. С этого времени он становится одним из ведущих специалистов в области изучения «варварских» древностей римского времени в Восточной Европе и археологии римского Боспора.
В 2009 году в ИИМК РАН О. В. Шаров защитил докторскую диссертацию "Боспор и варварский мир Центральной и Восточной Европы в позднеримскую эпоху (середина II- середина IV в. н. э.). По словам М. М. Казанского (Париж, Франция, доктор хабилитат археологии. Национальный центр научных исследований), в настоящий момент эта работа является «единственной детальной концепцией истории позднеримского Боспора, разработанной на широком материале, при глубоком знании не только „классической“ античной истории и археологии, но и варварского мира. Олегу удалось разделить погребения боспорской знати на несколько хронологических групп, выявить их культурные особенности, объясняемые взаимодействием греческого и „варварского“ (сарматского, германского) компонентов, определить несколько групп украшений полихромного стиля, происходящих из данных могил, разобраться с конским убором и вооружением из элитных керченских |погребений. В докторской диссертации Олег смог увязать свои выводы, сделанные на археологическом материале, с политической историей Боспорского царства в позднеримский период, когда сложные взаимоотношения между Боспором, Империей и варварами, в первую очередь ираноязычными кочевниками и германцами, определяли ход событий в Северном Причерноморье.» (М. М. Казанский, 2020: 17-21).
В 2018 году О. В. Шаров стал ведущим научным сотрудником отдела археологии великого переселения народов и раннего средневековья ИА РАН, где он и работал до своего преждевременного ухода.
Олег Васильевич Шаров похоронен в Санкт-Петербурге на Серафимовском военно-мемориальном кладбище.

## Редакторская работа
1992—1996 гг. — О. В. Шаров был руководителем издательства ТОО «Фарн» и старшим научным сотрудником научно-археологического объединения «Ойум». Издательство выпускало первый негосударственный научный археологический журнал «Петербургский археологический вестник» (ПАВ), также увидели свет ряд монографий выдающихся археологов Ленинграда-Санкт-Петербурга (Л. С. Клейн, И. П. Засецкая, М. Б. Щукин, Д. Г. Савинов, С. Г. Кляшторный).
С 1997 года Олег Васильевич — бессменный научный редактор международного археологического журнала «STRATUM plus», в 2011—2016 — член редакционной коллегии Российского археологического ежегодника (РАЕ).
В 2019 году О. В. Шаров был назначен ответственным редактором серии публикацией, посвященных новостроечным археологическим исследованиям Института Археологии РАН на Тамани и в Крыму, в том числе изученным при строительстве автомобильной трассы «Таврида».

## Экспедиционная деятельность
На протяжении сорока лет Олег Васильевич руководил археологическими раскопками и принимал участие в исследовании памятников от Крайнего Севера до Чёрного моря. Но главным делом его жизни стало исследование памятников Крыма античного времени. Несмотря на тяжелые, порой невыносимые условия экспедиционной жизни, он всегда поражал всех своим научным энтузиазмом и заботой о других участниках экспедиции, своих коллегах и друзьях. Всегда во всех своих многочисленных полевых отрядах и экспедициях он старался создать максимальный комфорт для работы и жизни огромного экспедиционного коллектива.
- 1987—1989, 1997—2001 гг. — руководство археологическими исследованиями в Молдавии;
- 1990, 1993 гг. — руководство археологическими исследованиями в Пантикапее и Керчи;
- 1991, 1992 гг. — руководство археологическими исследованиями на хоре Херсонеса Таврического;[5]
- 1994—1996, 2000—2001 гг. — начальник Чатыр-Дагского отряда Славяно-Сарматской археологической экспедиции Государственного Эрмитажа;
- 2002—2005, 2008 гг. — начальник Таракташского отряда Славяно-Сарматской археологической экспедиции Государственного Эрмитажа;
- 2006—2007 гг. — начальник Таракташской археологической экспедиции ИИМК РАН;
- 2004—2005 — принимал участие в археологических работах в Якутии;
- 2011—2012 гг. — археологические работы на Кольском полуострове и острове Колгуев;
- 2012 г. — руководство археологическими исследованиями в Туве;
- 2013—2017 г. — руководство археологическими исследованиями на Таманском полуострове;
- 2018 г. — руководство археологическими исследованиями на поселении Фронтовое-2 Крымской Новостроечной экспедиции ИА РАН (Крым);
- 2019—2021 гг. — начальник Комплексной Херсонесской археологической экспедиции Института Археологии РАН;
- 2020—2021 г.- руководство археологическими исследования на поселении Дездар-Дере 3 Крымской Новостроечной экспедиции ИА РАН (Крым).

## Труды
О. В. Шаров автор более 200 научных работ, в том числе нескольких монографий. Автор ряда статей для Большой российской энциклопедии, в том числе — «Зубовско-воздвиженская группа», «Казанлыкская гробница», «Коссина Густав», «Латен», «Райнеке Пауль», «Скифские войны», «Щукин М. Б.», «Эггерс Х. Ю.» и др.

## Монографии
- Des Goths aux Huns: Le Nord de la mer Noire au BasEmpaire et à l’époque des Grandes Migrations (BAR International series 1535). Oxford: John and Erica Hedges Ltd. British Archaeological Reports, 2006 (in collaboration avec M. Shchukin et M. Kazanski).
- Чатыр-Даг — некрополь римской эпохи в Крыму. Санкт-Петербург: СПбИИ РАН; Нестор-История, 2006 (соавторы: В. Л. Мыц, А. В. Лысенко, М. Б. Щукин).
- Керамический комплекс некрополя Чатыр-Даг: Хронология комплексов с римскими импортами. Краснолаковая керамика. Материалы и исследования Славяно-Сарматской экспедиции; Вып. 1. Санкт-Петербург: СПбИИ РАН; НесторИстория, 2007
- Классификация в археологии. Терминологический словарь-справочник. 2-е изд. перераб. Москва, 2014: ИИМКРАН (соавторы: Е. М. Колпаков и др)
- Грунтовый некрополь Пантикапея (исследования 1990 г.) // Боспорские исследования, 2021. (в соавторстве с В. Н. Зинько)

## Основные статьи
- Хронология могильников Ружичанка, Косаново и Данчены и проблема датировки черняховской керамики // Проблемы хронологии латена и римского времени. СПб. 1992. С. 158—207;
- Гибель Эрманариха: история и эпос. В: Ткачук М. Е. (отв. ред.). Стратум: структуры и катастрофы. Санкт-Петербург, 1997: Нестор-История, 95—106;
- «Короткая» и «длинная» хронология: кто прав? // «LIBER ARCHAEOLOGICAE». Краснодар; Ростов-на-Дону. 2006. С. 161—172;
- Погребение с золотой маской. В: Бутягин А. М. (отв. ред.). Тайна золотой маски: Каталог выставки. СПб, 2009: ГЭ, 17—41;
- Перекладчатая фибула из Старой Ладоги // Stratum plus. 5. СПб; Кишинев; Одесса; Бухарест. 2009. С. 216—242;
- Парадная конская упряжь в эпоху поздней Империи // Краеугольный камень. Археология, история, искусство, культура России и сопредельных стран. М.; СПб. 2009. С.167-180.
- Cultura Cernjachov-Santana de Mures // Istoria Moldovei. Epoca preistorică şi antică. Chişinău. 2010. P. 581—614;
- К вопросу о «сарматской знати» на Боспоре в позднеримскую эпоху // Погребальный обряд ранних кочевников Евразии. Ростов-на-Дону. 2011. С. 217—233;
- В поисках страны «Ойум»: эпос или реальность?. В: Берлизов Н. Е. (отв. ред.). Древности Западного Кавказа. Вып. 1. 2013. Краснодар: ЮНЦ РАН, С. 118—155;
- Хронология позднеримского времени европейского Барбарикума через призму соотношения мёртвой и живой культур прошлого. В: Носов Е. Н. (отв. ред.). Принципы датирования памятников эпохи бронзы, железного века и средневековья. СПб., 2013: ИИМК РАН, С. 132—147;
- Культовый комплекс Таракташ в Восточном Крыму: итоги раскопок 1995, 2002—2008 гг. Судакский сборник 1, 2016. С. 43—65;
- "Склеп Деметры в Керчи: история открытия и исследований (по материалам научных архивов ИИМК РАН и Государственного Эрмитажа). В: Горончаровский В. А. (отв. ред.). «Российские археологи XIX — начала XX вв. и курганные древности европейского Боспора». СПб,2017: Нестор-История. С. 213—266 (соавтор: М. В. Медведева);
- Предварительные итоги работ на поселении Ильич-1 Темрюкского района Краснодарского края в 2015—2016 гг. Таврические студии 12 (2017) С. 167—175. (соавтор: Л. А. Соколова);
- Исследования Крымской новостроечной археологической экспедиции ИА РАН в 2017—2018 гг.. В: Внуков С. Ю., Шаров О. В. (отв. ред.). Крым — Таврида. Археологические исследования в Крыму в 2017—2018 гг. Т. 1. Москва, 2019: ИА РАН, С. 6—11 (соавтор: С. Ю. Внуков);
- Археологические исследования позднескифского поселения Фронтовое 2. В: Внуков С. Ю., Шаров О. В. (отв. ред.). Крым — Таврида. Археологические исследования в Крыму в 2017—2018 гг. Т. 2. Москва, 2019: ИА РАН, С. 239—277;
- Хронология погребений склепа Деметры: к 125-летнему юбилею с момента его открытия. Таврические студии 19 (2019), С. 128—141;

## Память
15-16 февраля 2022 года в Государственном Эрмитаже прошёл Круглый стол «Вокруг Боспора», посвященный светлой памяти О. В. Шарова